# 5769 (année hébraïque)
5769 (hébreu : ה'תשס"ט , abbr. : תשס"ט) est une année hébraïque qui a commencé à la veille au soir du 30 septembre 2008 et s'est finie le 18 septembre 2009. Cette année a compté 354 jours. Ce fut une année simple dans le cycle métonique, avec un seul mois de Adar. Ce fut la première année depuis la dernière année de chemitta.
En l'an 5769, l'État d'Israël a fêté ses 61 ans d'indépendance.
L'an 5769 a marqué le début d'une nouvelle période de vingt-huit ans du cycle solaire hébraïque, célébrée par une bénédiction juive particulière, la Birkat Ha'Hamah (bénédiction du soleil) prononcée le mercredi 14 Nissan 5769 - 8 avril 2009.

## Calendrier
Ce calendrier hébraïque de l'année 5769 donne les correspondances avec les dates du calendrier grégorien.
Le premier nombre dans chaque case correspond au jour du mois hébraïque. Les jours en couleurs sont des jours remarquables juifs ou israéliens.
| ◄◄ | 5769 | ►► |

## Événements
- Attaques de novembre 2008 à Bombay
- Guerre de Gaza de 2008-2009
- Élections législatives israéliennes de 2009
- Birkat Hahamma

## Décès
- Rav Hillel PEVZNER Zatsa"l, chef de file de la communauté Loubavitch française.
- Ephraïm Katzir, président d'Israël.

5764 - 5765 - 5766 - 5767 - 5768 - 5769 - 5770 - 5771 - 5772 - 5773 - 5774